# 明礬石
明矾石屬於硫酸鹽礦物。主要成份為鹼性硫酸鋁鉀（鉀鋁礬） KAl3(SO4)2(OH)6，可用於煉鋁、淨水和食品加工等用途。
明矾石常为碱性长石受到低温硫酸盐溶液的作用变质而成，多产于火山岩中。
現時世界最豐富的明礬石礦藏位於中華人民共和國的溫州市，佔中國明礬石儲量的80%、世界總量的60%。